# Осмотичний тиск

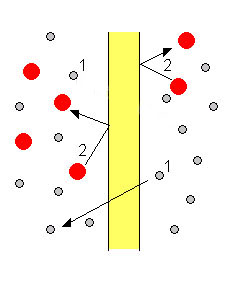
Механізм виникнення осмотичного тиску при наявності напівпроникної мембрани: молекули розчинника (сірі кола) надходять в більш концентрований розчин (де їхня кількість менша) намагаючись вирівняти концентрацію, з менш концентрованого крізь мембрану, яка не пропускає молекули розчиненої речовини (червоні кола)

Осмос і вимірювання осмотичного тиску

Осмоти́чний ти́ск (або дифу́зний ти́ск) — термодинамічний параметр, що характеризує прагнення розчину понизити свою концентрацію при зіткненні з чистим розчинником внаслідок зустрічної дифузії молекул розчинника та розчиненої речовини.

## Загальний опис

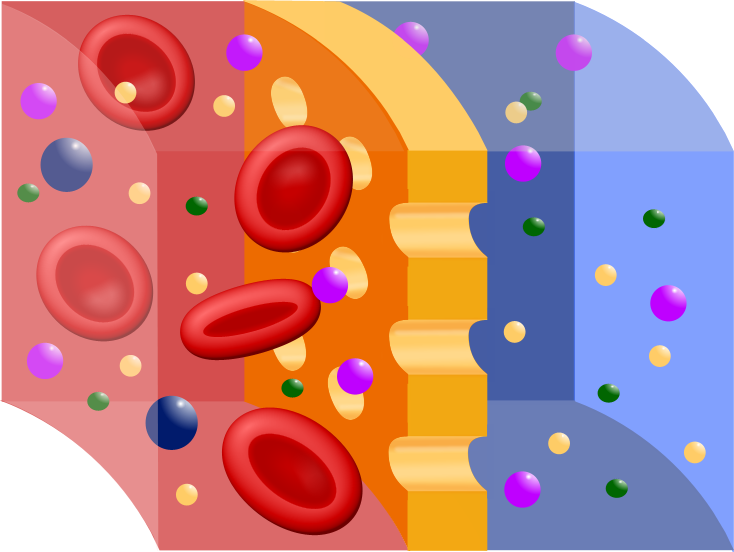
Схематичне зображення напівпроникної мембрани стінки капіляра

Якщо розчин відділений від чистого розчинника напівпроникною мембраною, то можлива лише одностороння дифузія — осмотичне всмоктування розчинника крізь мембрану в розчин. У цьому випадку осмотичний тиск стає доступною для прямого вимірювання величиною, що дорівнює надлишковому тиску, що треба прикласти з боку розчину для вирівнювання кількості розчинника з обох боків напівпроникної мембрани при осмотичній рівновазі. Осмотичний тиск зумовлений зниженням хімічного потенціалу розчинника в присутності розчиненої речовини.
Тенденція системи вирівнювати хімічні потенціали у всіх частинах свого об'єму та переходити до стану з нижчим рівнем вільної енергії викликає осмотичне (дифузійний) перенесення речовин.
Осмотичний тиск в ідеальних та сильно розбавлених розчинах не залежить від природи розчинника та розчинених речовин; при постійній температурі він визначається тільки числом «кінетичних елементів» — іонів, молекул, асоціатів або колоїдних часток — в одиниці об'єму розчину.
Перші вимірювання осмотичного тиску провів В. Пфефер у 1877 році, досліджуючи водні розчини тростинного цукру. Його результати дозволили Я. Г. Вант-Гоффу встановити (у 1887 р.) залежність осмотичного тиску від концентрації розчиненої речовини, яка збігається за формою з законом Бойля-Маріотта для ідеальних газів. Виявилось, що осмотичний тиск чисельно дорівнює тиску, який би чинила розчинена речовина, якщо б вона при цій температурі знаходилось в стані ідеального газу та займала об'єм, що дорівнює об'єму розчину.
Для дуже розбавлених розчинів недисоціюючих речовин знайдена закономірність, що досить точно описується рівнянням:
{\displaystyle pV=\nu RT\,}
де {\displaystyle \nu \,} — число молей речовини в розчині об'єму V; R — універсальна газова стала; Т — абсолютна температура (в Кельвінах), p — величина осмотичного тиску.
У випадку дисоціації речовини в розчині на іони в праву частину рівняння вводиться множник і > 1, що називається коефіцієнтом Вант-Гоффа і відповідає кількості кінетично-активних елементів в розчині; при асоціації розчиненої речовини і < 1.
Так, наприклад, хлорид кальцію CaCl2 при розчиненні дисоціює на три іони, тож для обчислення кількості осмотично-активних кінетичних елементів (в молях) кількість цієї речовини треба помножити на три; отже в цьому випадку і = 3.
Осмотичний тиск реального розчину ({\displaystyle p'}) завжди менший, ніж ідеального (p«), причому відношення р' / р» = g, що називається осмотичним коефіцієнтом, зростає при збільшенні концентрації.
Розчини з однаковим осмотичним тиском називаються ізотонічними або ізоосмотичними. Так, різноманітні кровозамінники та фізіологічні розчини ізотонічні відносно серединних рідин організму. Для всіх хребетних тварин (в тому числі і людини) ізотонічним відносно рідин їхнього організму є 0,9 % розчин солі (NaCl) у воді.
Якщо один розчин порівняно з іншим має вищий осмотичний тиск, його називають гіпертонічним, а якщо нижчий осмотичний тиск — гіпотонічним.

## Осмотичний тиск колоїду
(англ. colloid osmotic pressure, [Donnan pressure])
Різниця тисків, що встановлюється між колоїдною системою і рівноважною з нею рідиною, аби запобігти обмінові речовини між двома фазами, розділеними мембраною, яка пропускає всі компоненти системи, крім колоїдних частинок. Синонім — тиск Доннана.